# E.W. Kemble

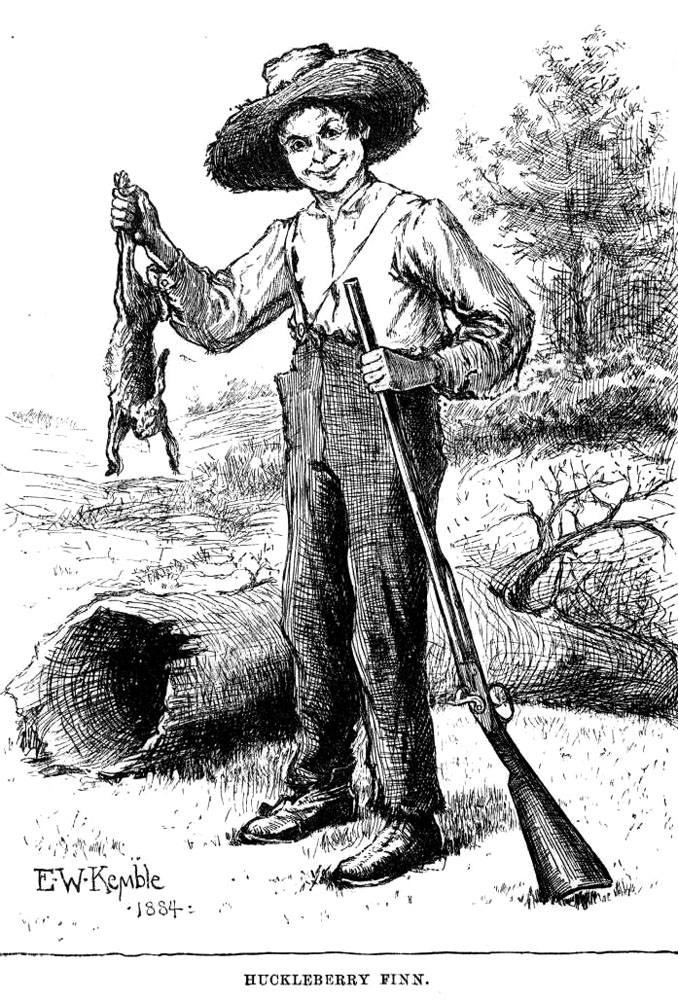
Huckleberry Finn (Kemble, 1884)

Edward Winsor Kemble (Sacramento, Californië, 18 januari 1861 - Ridgefield, Connecticut, 19 september 1933) was een Amerikaans illustrator.
Kemble werkte vanaf 1881 als cartoonist voor verschillende tijdschriften. Na de oprichting van het tijdschrift Life in 1883 droeg hij regelmatig bij aan de eerste nummers van het blad. Van 1903 tot 1907 werkte hij als tekenaar van politieke spotprenten voor Collier's Weekly en vervolgens tot 1912 voor Harper's Weekly.
Zij werk trok de aandacht van de auteur Mark Twain, voor wie hij de illustraties maakte voor diens roman De lotgevallen van Huckleberry Finn. Ook verzorgde hij de illustraties voor enkele andere boeken, waaronder Mark Twains Puddin' Head Wilson en Harriet Beecher Stowes Uncle Tom's Cabin.